# Mictochroa rectilinea
Mictochroa rectilinea är en fjärilsart som beskrevs av Jones 1914. Mictochroa rectilinea ingår i släktet Mictochroa och familjen nattflyn. Inga underarter finns listade i Catalogue of Life.